# Япония на летних Олимпийских играх 1956
На Летних Олимпийских играх 1956 года Япония была представлена 110 спортсменами (94 мужчины, 16 женщин), выступавшими в 13 видах спорта. Они завоевали 4 золотых, 10 серебряных и 5 бронзовых медалей, что вывело команду на 10-е место в неофициальном командном зачёте.

## Медалисты
| Медаль  | Спортсмен                                                                          | Вид спорта            | Дисциплина                        |
| ------- | ---------------------------------------------------------------------------------- | --------------------- | --------------------------------- |
| Золото  | Такаси Оно                                                                         | Спортивная гимнастика | Мужчины, турник                   |
| Золото  | Масару Фурукава                                                                    | Плавание              | Мужчины, 200 м брассом            |
| Золото  | Сёдзо Сасахара                                                                     | Борьба                | Мужчины, вольная борьба, до 62 кг |
| Золото  | Мицуо Икэда                                                                        | Борьба                | Мужчины, вольная борьба, до 73 кг |
| Серебро | Такаси Оно                                                                         | Спортивная гимнастика | Мужчины, личное первенство        |
| Серебро | Такаси Оно Масао Такэмото Масами Кубота Нобуюки Аихара Синсаку Цукаваки Акира Коно | Спортивная гимнастика | Мужчины, командное первенство     |
| Серебро | Нобуюки Аихара                                                                     | Спортивная гимнастика | Мужчины, вольные упражнения       |
| Серебро | Масами Кубота                                                                      | Спортивная гимнастика | Мужчины, брусья                   |
| Серебро | Такаси Оно                                                                         | Спортивная гимнастика | Мужчины, конь                     |
| Серебро | Цуёси Яманака                                                                      | Плавание              | Мужчины, 400 м вольным стилем     |
| Серебро | Цуёси Яманака                                                                      | Плавание              | Мужчины, 1500 м вольным стилем    |
| Серебро | Масахиро Ёсимура                                                                   | Плавание              | Мужчины, 200 м брассом            |
| Серебро | Такаси Исимото                                                                     | Плавание              | Мужчины, 200 м баттерфляем        |
| Серебро | Сигэру Касахара                                                                    | Борьба                | Мужчины, вольная борьба, до 67 кг |
| Бронза  | Такаси Оно                                                                         | Спортивная гимнастика | Мужчины, брусья                   |
| Бронза  | Масао Такэмото                                                                     | Спортивная гимнастика | Мужчины, брусья                   |
| Бронза  | Масао Такэмото                                                                     | Спортивная гимнастика | Мужчины, турник                   |
| Бронза  | Масао Такэмото                                                                     | Спортивная гимнастика | Мужчины, кольца                   |
| Бронза  | Масами Кубота                                                                      | Спортивная гимнастика | Мужчины, кольца                   |